# Schlacht bei Brüx (1421)
Mit der Schlacht bei Brüx am 5. August 1421 endete ein Feldzug radikaler Hussiten aus Prag gegen Nordböhmen. Die hussitischen Truppen unter dem Kommando von Jan Želivský unterlagen dabei sächsischen Truppen Friedrichs von Meißen. Es blieb eine der wenigen Niederlagen der Hussiten gegen kaiserlich-katholische Truppen in den von 1419 bis 1436 dauernden Hussitenkriegen.

## Ablauf
Bereits am 16. März 1421 hatten hussitische Truppen unter dem Kommando von Jan Žižka das wenige Kilometer westlich von Brüx gelegene Komotau im Sturm erobert und seine rund 2500 Bewohner getötet. Die Truppen waren aus Saaz anmarschiert und zogen anschließend unter erheblichen Zerstörungen deutscher oder katholisch gesinnter Städte und Dörfer weiter nach Prag. Anfang Juli zogen erneut Hussiten aus Prag Richtung Nordböhmen, diesmal unter dem Kommando des Priesters Jan Želivský. Sie zogen brandschatzend an Teplitz und Dux vorbei und eroberten am 12. Juli das nahe südöstlich von Brüx gelegene Bilin. Am 24. Juli errichteten sie eine Wagenburg bei dem Dorf Saras, südlich von Brüx. Von dort aus richteten sie Angriffe gegen den Brüxer Schlossberg und die belagerte Stadt selbst, bis sie am 5. August 1421 (dem Maria-Schnee-Tag) nördlich der Stadt von den Brüxern und dem noch rechtzeitig eingetroffenen Entsatzheer Friedrichs von Meißen in die Flucht geschlagen wurden.

## Folgen
Der Sieg der kaiserlich-katholischen Seite bei Brüx hatte für den weiteren Verlauf der Hussitenkriege keine großen Auswirkungen, die militärisch überlegenen Hussiten gewannen bald für etliche Jahre die Oberhand zurück. Für Friedrich von Meißen führte der Erfolg indessen zum Aufstieg zum Herzog und Kurfürsten, während Želivský wenig später vollends entmachtet und bald darauf, im März 1422, hingerichtet wurde. Allerdings führte die hussitische Niederlage bei Brüx in den Folgejahren, insbesondere ab 1428, zu wiederholten und besonders erbitterten Angriffen gegen meißnisches und sächsisches Gebiet. Generell richteten sich die Angriffe der Hussiten vor allem gegen solche Länder, aus denen Kaiser Sigismund Unterstützung erhielt.
Am 23. September 1434 kam es bei Brüx erneut zu einer Schlacht. Die Hussitenkriege waren zu diesem Zeitpunkt, vier Monate nach der entscheidenden Schlacht von Lipan, aber bereits im Sinne des auf dem Basler Konzils geschlossenen Kompromisses mit den gemäßigten Hussiten entschieden.

## Tradition
Seit dem Jahr 1421 halten die Brüxer gemäß einem Gelübde alljährlich am Maria-Schnee-Fest einen Dankgottesdienst für die Errettung vor den Hussiten ab. Diese Tradition wurde von den Brüxern auch nach ihrer Vertreibung in den Jahren 1945/46 außerhalb der Heimat bis heute (2008) fortgesetzt. Dieser Brauch gehört damit wie der Further Drachenstich und das Naumburger Kirschfest zu den bis in die Gegenwart lebenden Traditionsfesten aus der Zeit der Hussitenkriege.